# Discophora cheops
Discophora cheops är en fjärilsart som beskrevs av Felder 1866. Discophora cheops ingår i släktet Discophora och familjen praktfjärilar. Inga underarter finns listade i Catalogue of Life.